# Colombia en la Copa América 2015
La Selección Colombia fue una de las 12 selecciones participantes de la Copa América 2015, torneo que se llevó a cabo entre el 11 de junio y el 4 de julio de 2015 en Chile.
En el sorteo realizado el 24 de noviembre de 2014 en Viña del Mar la Selección Colombia quedó en el Grupo C junto con Brasil, Venezuela y Perú.

## Preparación
La Selección Colombia jugó 8 partidos previos a la Copa América 2015, tomando como punto de partida el partido contra Brasil en los cuartos de final de la Copa Mundial de Fútbol de 2014. En el mes de mayo comenzó una corta etapa para analizar el estado físico de los jugadores convocados, tras terminar sus respectivas temporadas en sus clubes. Se tuvo que esperar a los jugadores en las ligas europeas ya que algunos como los de la liga italiana culminaban el 31 de mayo, además existía la posibilidad de algunos jugadores colombianos disputarán la final de la Liga de Campeones el 6 de junio.

### Amistosos previos
| 5 de septiembre de 2014, 20:30 (UTC-4) | Brasil     | 1:0 (0:0) | Colombia | Hard Rock Stadium, Miami Gardens, Estados Unidos         |                                                          |
|                                        | Neymar 83' |           |          | Asistencia: 73 056 espectadores Árbitro(s): David Gantar | Asistencia: 73 056 espectadores Árbitro(s): David Gantar |

| Uniformes | Uniformes |
| --------- | --------- |
|           |           |

| 10 de octubre de 2014, 19:30 (UTC-5) | Colombia                        | 3:0 (1:0) | El Salvador | Red Bull Arena, Harrison, Estados Unidos                 |                                                          |
|                                      | R. Falcao 8' · C. Bacca 49' 51' |           |             | Asistencia: 19 000 espectadores Árbitro(s): David Gantar | Asistencia: 19 000 espectadores Árbitro(s): David Gantar |

| Uniformes | Uniformes |
| --------- | --------- |
|           |           |

| 14 de octubre de 2014, 20:15 (UTC-5) | Canadá | 0:1 (0:0) | Colombia         | Red Bull Arena, Harrison, Estados Unidos                |                                                         |
|                                      |        |           | J. Rodríguez 75' | Asistencia: 20 300 espectadores Árbitro(s): Juan Guzmán | Asistencia: 20 300 espectadores Árbitro(s): Juan Guzmán |

| Uniformes | Uniformes |
| --------- | --------- |
|           |           |

| 14 de noviembre de 2014, 19:45 (UTC+1) | Estados Unidos         | 1:2 (1:0) | Colombia                        | Craven Cottage, Londres, Inglaterra                          |                                                              |
|                                        | J. Altidore 10' (pen.) |           | C. Bacca 60' · T. Gutiérrez 87' | Asistencia: 24 700 espectadores Árbitro(s): Szymon Marciniak | Asistencia: 24 700 espectadores Árbitro(s): Szymon Marciniak |

| Uniformes | Uniformes |
| --------- | --------- |
|           |           |

| 18 de noviembre de 2014, 19:00 (UTC+1) | Eslovenia | 0:1 (0:1) | Colombia     | Estadio Stožice, Liubliana, Eslovenia                      |                                                            |
|                                        |           |           | A. Ramos 43' | Asistencia: 15 000 espectadores Árbitro(s): Andreas Pappas | Asistencia: 15 000 espectadores Árbitro(s): Andreas Pappas |

| Uniformes | Uniformes |
| --------- | --------- |
|           |           |

| 26 de marzo de 2015, 20:00 (UTC+2) | Baréin | 0:6 (0:3) | Colombia                                                                          | Estadio Nacional de Baréin, Riffa, Baréin                                   |                                                                             |
|                                    |        |           | C. Bacca 15' · R. Falcao 32' 36' · A. Ramos 59' · J. Mojica 79' · A. Rentería 82' | Asistencia: 24 455 espectadores Árbitro(s): Mohammed Abdulla Hassan Mohamed | Asistencia: 24 455 espectadores Árbitro(s): Mohammed Abdulla Hassan Mohamed |

| Uniformes | Uniformes |
| --------- | --------- |
|           |           |

| 30 de marzo de 2015, 19:30 (UTC+2) | Kuwait     | 1:3 (1:1) | Colombia                                               | Estadio Jeque Zayed, Abu Dabi, Emiratos Árabes Unidos             |                                                                   |
|                                    | Neda 45+1' |           | A. Aguilar 22' · E. Cardona 68' · R. Falcao 74' (pen.) | Asistencia: 23 751 espectadores Árbitro(s): Abdulrahman Al Jassim | Asistencia: 23 751 espectadores Árbitro(s): Abdulrahman Al Jassim |

| Uniformes | Uniformes |
| --------- | --------- |
|           |           |

| 6 de junio de 2015, 16:30 (UTC-3) | Colombia      | 1:0 (0:0) | Costa Rica | Estadio Diego Armando Maradona, Buenos Aires, Argentina    |                                                            |
|                                   | R. Falcao 47' |           |            | Asistencia: 20 000 espectadores Árbitro(s): Hernán Maidana | Asistencia: 20 000 espectadores Árbitro(s): Hernán Maidana |

| Uniformes | Uniformes |
| --------- | --------- |
|           |           |

## Jugadores
23 jugadores fueron los convocados por José Pekerman.
| #j    |                      | Nombre                  | Posición      | Edad    | PJ Sel | Gol Sel | Club              |
| ----- | -------------------- | ----------------------- | ------------- | ------- | ------ | ------- | ----------------- |
| 1     | Bandera de Colombia  | David Ospina            | Portero       | 26 años | 55     | 0       | Arsenal           |
| 2     | Bandera de Colombia  | Cristian Zapata         | Defensa       | 28 años | 32     | 0       | A.C. Milan        |
| 3     | Bandera de Colombia  | Pedro Franco            | Defensa       | 24 años | 5      | 0       | Besiktas          |
| 4     | Bandera de Colombia  | Santiago Arias          | Defensa       | 23 años | 14     | 0       | PSV Eindhoven     |
| 5     | Bandera de Colombia  | Edwin Valencia          | Mediocampista | 30 años | 8      | 0       | Santos            |
| 6     | Bandera de Colombia  | Carlos Sánchez          | Mediocampista | 28 años | 56     | 0       | Aston Villa       |
| 7     | Bandera de Colombia  | Pablo Armero            | Defensa       | 28 años | 65     | 2       | Flamengo          |
| 8     | Bandera de Colombia  | Edwin Cardona           | Mediocampista | 22 años | 5      | 1       | Monterrey         |
| 9     | Bandera de Colombia  | Radamel Falcao García   | Delantero     | 29 años | 57     | 26      | Manchester United |
| 10    | Bandera de Colombia  | James Rodríguez         | Mediocampista | 23 años | 33     | 12      | Real Madrid       |
| 11    | Bandera de Colombia  | Juan Guillermo Cuadrado | Mediocampista | 27 años | 40     | 5       | Chelsea           |
| 12    | Bandera de Colombia  | Camilo Vargas           | Portero       | 26 años | 4      | 0       | Atlético Nacional |
| 13    | Bandera de Colombia  | Darwin Andrade          | Defensa       | 24 años | 3      | 0       | Standard Lieja    |
| 14    | Bandera de Colombia  | Carlos Valdés           | Defensa       | 30 años | 17     | 2       | Nacional          |
| 15    | Bandera de Colombia  | Alexander Mejía         | Mediocampista | 26 años | 16     | 0       | Monterrey         |
| 16    | Bandera de Colombia  | Víctor Ibarbo           | Mediocampista | 25 años | 7      | 1       | Roma              |
| 17    | Bandera de Colombia  | Carlos Bacca            | Delantero     | 28 años | 19     | 7       | Sevilla           |
| 18    | Bandera de Colombia  | Camilo Zúñiga           | Defensa       | 29 años | 62     | 1       | Napoli            |
| 19    | Bandera de Colombia  | Teófilo Gutiérrez       | Delantero     | 30 años | 40     | 14      | River Plate       |
| 20    | Bandera de Colombia  | Luis Fernando Muriel    | Delantero     | 24 años | 5      | 1       | Sampdoria         |
| 21    | Bandera de Colombia  | Jackson Martínez        | Delantero     | 28 años | 35     | 9       | Porto             |
| 22    | Bandera de Colombia  | Jeison Murillo          | Defensa       | 23 años | 6      | 1       | Inter de Milán    |
| 23    | Bandera de Colombia  | Cristian Bonilla        | Portero       | 22 años | 0      | 0       | La Equidad        |
| D. T. | Bandera de Argentina | José Néstor Pékerman    | Entrenador    | 65 años | 36     |         |                   |

## Participación

### Partidos
| Fecha       | Lugar        | Instancia        |           |                      | Resultado    |                      |           |
| ----------- | ------------ | ---------------- | --------- | -------------------- | ------------ | -------------------- | --------- |
| 14 de junio | Rancagua     | Fase de grupos   | Colombia  | Bandera de Colombia  | 0:1 (0:0)    | Bandera de Venezuela | Venezuela |
| 17 de junio | Santiago     | Fase de grupos   | Brasil    | Bandera de Brasil    | 0:1 (0:1)    | Bandera de Colombia  | Colombia  |
| 21 de junio | Temuco       | Fase de grupos   | Colombia  | Bandera de Colombia  | 0:0          | Bandera de Perú      | Perú      |
| 26 de junio | Viña del Mar | Cuartos de final | Argentina | Bandera de Argentina | 0:0 (5:4 p.) | Bandera de Colombia  | Colombia  |

### Grupo C
Colombia llegó a Chile el 11 de junio para concentrarse en Santiago, con el objetivo de tener un buen desempeño como la última edición de la Copa Mundial de Fútbol.
Su primer partido lo jugó el día 14 de junio en Rancagua contra Venezuela con derrota de 0-1, luego contra Brasil el seleccionado colombiano ganó 0-1 con gol de Jeison Murillo al minuto 36' el 17 de junio en Santiago de Chile, además este partido convirtió al Gol Caracol en el programa más visto de la televisión privada en Colombia, registrando 29.5 puntos de rating personas;[cita requerida] por último jugó contra Perú el 21 de junio en Temuco cuyo partido empataron 0-0, y gracias a la victoria de Brasil ante Venezuela, el combinado se logra ubicar como mejor tercero dándose cupo en los Cuartos de final de la Copa América 2015 .
| Equipo    | Pts | PJ | PG | PE | PP | GF | GC | Dif |
| --------- | --- | -- | -- | -- | -- | -- | -- | --- |
| Brasil    | 6   | 3  | 2  | 0  | 1  | 4  | 3  | 1   |
| Perú      | 4   | 3  | 1  | 1  | 1  | 2  | 2  | 0   |
| Colombia  | 4   | 3  | 1  | 1  | 1  | 1  | 1  | 0   |
| Venezuela | 3   | 3  | 1  | 0  | 2  | 2  | 3  | 0   |

| 14 de junio de 2015, 16:00 | Colombia | 0:1 Detalle | Venezuela          | Estadio El Teniente, Rancagua                            |                                                          |
|                            |          | Reporte     | 59' Salomón Rondón | Asistencia: 12 387 espectadores Árbitro(s): Andrés Cunha | Asistencia: 12 387 espectadores Árbitro(s): Andrés Cunha |

| Uniformes | Uniformes |
| --------- | --------- |
|           |           |

| Amonestado | 54' | Carlos Sánchez  |
| Amonestado | 71' | Cristián Zapata |
| Amonestado | 86' | James Rodríguez |

| 8  | MED | Edwin Cardona     | 62' | Carlos Sánchez | MED | 6  |
| 19 | DEL | Teófilo Gutiérrez | 71' | Carlos Bacca   | DEL | 17 |
| 21 | DEL | Jackson Martínez  | 81' | Pablo Armero   | DEF | 7  |

| Posesión del balón: | 64 % |
| Tiros:              | 11   |
| Tiros al arco:      | 3    |
| Faltas:             | 15   |
| Saques de esquina:  | 10   |
| Fueras de juego:    | 3    |

| 17 de junio de 2015, 20:30 | Brasil | 0:1 Detalle | Colombia           | Estadio Monumental, Santiago de Chile                     |                                                           |
|                            |        | Reporte     | 35' Jeison Murillo | Asistencia: 44 008 espectadores Árbitro(s): Enrique Osses | Asistencia: 44 008 espectadores Árbitro(s): Enrique Osses |

| Uniformes | Uniformes |
| --------- | --------- |
|           |           |

| Amonestado | 18'   | Teófilo Gutiérrez |
| Expulsado  | 90+4' | Carlos Bacca      |

| 16 | MED | Víctor Ibarbo   | 67' | Radamel Falcao García | DEL | 9  |
| 17 | DEL | Carlos Bacca    | 75' | Teófilo Gutiérrez     | DEL | 19 |
| 15 | MED | Alexander Mejía | 79' | Edwin Cardona         | MED | 8  |

| Posesión del balón | 46 % |
| Tiros:             | 14   |
| Tiros al arco:     | 1    |
| Faltas:            | 18   |
| Saques de esquina: | 5    |
| Fueras de juego:   | 0    |

| 21 de junio de 2015, 16:00 | Colombia | 0:0 Detalle | Perú | Estadio Germán Becker, Temuco                             |  |
|                            |          |             |      | Asistencia: 17 231 espectadores Árbitro(s): Néstor Pitana |  |

| Uniformes | Uniformes |
| --------- | --------- |
|           |           |

| Amonestado | 7'  | Cristián Zapata |
| Amonestado | 63' | Carlos Sánchez  |

| 15 | MED | Alexander Mejía  | 23' | Edwin Valencia        | MED | 8 |
| 16 | MED | Víctor Ibarbo    | 56' | Pablo Armero          | DEF | 7 |
| 21 | DEL | Jackson Martínez | 64' | Radamel Falcao García | DEL | 9 |

| Posesión del balón: | 59 % |
| Tiros:              | 9    |
| Tiros al arco:      | 6    |
| Faltas:             | 13   |
| Saques de esquina:  | 8    |
| Fueras de juego:    | 4    |

### Cuartos de final
Tras pasar como mejor tercero del Grupo C, la selección se enfrentó el 26 de junio de 2015 con el combinado de Argentina que pasó como primero del Grupo B. 
|  | Cuartos de final          | Cuartos de final        |                       |          | Semifinales  | Semifinales  |  |  | Final                  | Final |
|  |                           |                         |                       |          |              |              |  |  |                        |       |
|  | Santiago, 24 de junio     |                         |                       |          |              |              |  |  |                        |       |
|  |                           |                         |                       |          |              |              |  |  |                        |       |
|  | Chile                     | 1                       |                       |          |              |              |  |  |                        |       |
|  | Chile                     | 1                       | Santiago, 29 de junio |          |              |              |  |  |                        |       |
|  | Uruguay                   | 0                       |                       |          |              |              |  |  |                        |       |
|  | Uruguay                   | 0                       | Chile                 | 2        |              |              |  |  |                        |       |
|  | Temuco, 25 de junio       |                         | Chile                 | 2        |              |              |  |  |                        |       |
|  |                           | Perú                    | 1                     |          |              |              |  |  |                        |       |
|  | Bolivia                   | Perú                    | 1                     | 1        |              |              |  |  |                        |       |
|  | Bolivia                   |                         | Santiago, 4 de julio  | 1        |              |              |  |  |                        |       |
|  | Perú                      | 3                       |                       |          |              |              |  |  |                        |       |
|  | Perú                      | 3                       | Chile                 | 0 (4)    |              |              |  |  |                        |       |
|  | Viña del Mar, 26 de junio |                         | Chile                 | 0 (4)    |              |              |  |  |                        |       |
|  |                           | Argentina               | 0 (1)                 |          |              |              |  |  |                        |       |
|  | Argentina (p)             | Argentina               | 0 (1)                 | 0 (5)    |              |              |  |  |                        |       |
|  | Argentina (p)             | Concepción, 30 de junio |                       | 0 (5)    |              |              |  |  |                        |       |
|  | Colombia                  | 0 (4)                   |                       |          |              |              |  |  |                        |       |
|  | Colombia                  | 0 (4)                   | Argentina             | 6        | Tercer lugar | Tercer lugar |  |  |                        |       |
|  | Concepción, 27 de junio   |                         | Argentina             | 6        |              |              |  |  |                        |       |
|  |                           | Paraguay                | 1                     |          |              |              |  |  |                        |       |
|  | Brasil                    | Paraguay                | 1                     | 1 (3)    | Perú         | 2            |  |  |                        |       |
|  | Brasil                    |                         |                       | 1 (3)    | Perú         | 2            |  |  |                        |       |
|  | Paraguay (p)              | 1 (4)                   |                       | Paraguay | 0            |              |  |  |                        |       |
|  | Paraguay (p)              | 1 (4)                   |                       |          | 0            |              |  |  |                        |       |
|  |                           |                         |                       |          |              |              |  |  | Concepción, 3 de julio |       |
|  |                           |                         |                       |          |              |              |  |  |                        |       |

| 26 de junio de 2015, 20:30 | Argentina                                                | 0:0 (5:4) Detalle (5:4 p.) | Colombia                                                            | Estadio Sausalito, Viña del Mar                            |                                                            |
|                            |                                                          | Reporte                    |                                                                     | Asistencia: 21 508 espectadores Árbitro(s): Roberto García | Asistencia: 21 508 espectadores Árbitro(s): Roberto García |
|                            |                                                          | Tiros desde el punto penal |                                                                     |                                                            |                                                            |
|                            | Messi · Garay · Banega · Lavezzi · Biglia · Rojo · Tévez |                            | Rodríguez · Falcao · Cuadrado · Muriel · Cardona · Zúñiga · Murillo |                                                            |                                                            |

| Uniformes | Uniformes |
| --------- | --------- |
|           |           |

| Amonestado | 11' | James Rodríguez         |
| Amonestado | 21' | Alexander Mejía         |
| Amonestado | 36' | Santiago Arias          |
| Amonestado | 40' | Juan Guillermo Cuadrado |
| Amonestado | 85' | Radamel Falcao García   |

| 8  | MED | Edwin Cardona         | 23' | Teófilo Gutiérrez | DEL | 19 |
| 9  | DEL | Radamel Falcao García | 74' | Jackson Martínez  | DEL | 21 |
| 20 | MED | Luis Muriel           | 85' | Víctor Ibarbo     | MED | 16 |

| Tiros:             | 2  |
| Tiros al arco:     | 1  |
| Faltas:            | 22 |
| Saques de esquina: | 1  |
| Fueras de juego:   | 0  |

## Uniforme
Para la Copa América 2015 los uniformes de Colombia son confeccionados por la multinacional alemana Adidas. 
| Proveedor                | Proveedor |
| Ubicación                | Marca     |
| ------------------------ | --------- |
| Pecho, pantalón y medias | Adidas    |

#### Uniformes
| Uniforme                                                     | Jugadores de campo  | Jugadores de campo | Entrenamiento | Entrenamiento |
| Uniforme                                                     | Titular             | Alternativo        | Primero       | Segundo       |
| ------------------------------------------------------------ | ------------------- | ------------------ | ------------- | ------------- |
| Imagen                                                       |                     |                    |               |               |
| Partidos utilizado                                           | 3                   | 0                  | -             | -             |
| Primer partido                                               | 14 de junio de 2015 | -                  | -             | -             |
| Último partido                                               | 21 de junio de 2015 | -                  | -             | -             |
| Actualizado al último partido jugado el: 26 de junio de 2015 |                     |                    |               |               |

#### Uniformes de arquero
| Uniforme                                                     | Arquero             | Arquero             |
| Uniforme                                                     | Primero             | Segundo             |
| ------------------------------------------------------------ | ------------------- | ------------------- |
| Imagen                                                       |                     |                     |
| Partidos utilizado                                           | 3                   | 1                   |
| Primer partido                                               | 14 de junio de 2015 | 21 de junio de 2015 |
| Último partido                                               | 26 de junio de 2015 | 21 de junio de 2015 |
| Actualizado al ultimo partido jugado el: 26 de junio de 2015 |                     |                     |

#### Variantes de uniforme
| Uniforme                                                     | Local               |
| Uniforme                                                     | Variante 1          |
| ------------------------------------------------------------ | ------------------- |
| Imagen                                                       |                     |
| Partidos utilizado                                           | 1                   |
| Primer partido                                               | 26 de junio de 2015 |
| Último partido                                               | 26 de junio de 2015 |
| Actualizado al ultimo partido jugado el: 26 de junio de 2015 |                     |